# François Perrin (homme politique)
Pour les articles homonymes, voir François Perrin et Perrin.
François Perrin (24 juillet 1914 à Le Bouchage, Isère - 18 juillet 1964 à Cannes, Alpes-Maritimes) est un homme politique français.

## Biographie

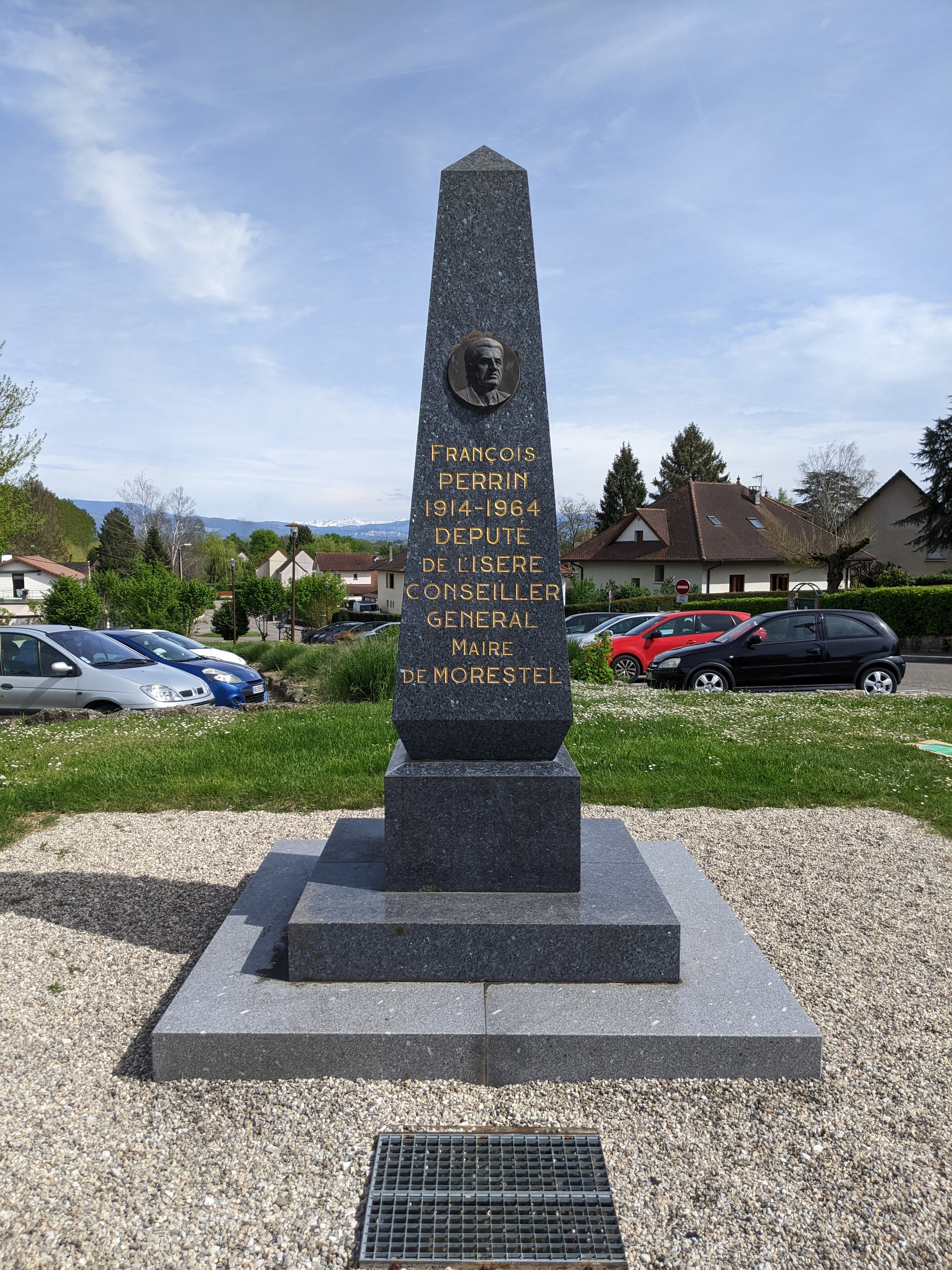
Mémorial en hommage à François Perrin, à Morestel.

Issu d'une famille d'agriculteurs, François Perrin est orphelin de père à l'âge de six ans. Ouvrier du bâtiment après des études primaires, il crée une petite entreprise de maçonnerie.
Mobilisé pendant la Seconde guerre mondiale, il est fait prisonnier, mais est libéré dès l'été 1940.
À la Libération, il est élu conseiller municipal et premier adjoint au maire, du Bouchage, dont il devient maire en 1948. L'année suivante, il entre au conseil général de l'Isère, en étant élu dans le canton de Morestel. En 1953, il se présente avec succès aux municipales à Morestel, et deux ans plus tard est réélu conseiller général.
Clairement situé à droite, il reste cependant à l'écart des luttes électorales nationales jusqu'aux débuts de la cinquième république. Il profite alors du rétablissement du scrutin majoritaire pour se présenter aux législatives de novembre 1958, avec le soutien d'Aimé Paquet, et donc du CNI. Il reprend en partie les thèmes qui avaient assuré un succès notable aux poujadistes en 1956, et, malgré la présence d'un candidat gaulliste, qui se maintient au second tour, est élu député avec 56,6 % des voix.
Membre du groupe des Indépendants et paysans d'action sociale, il est un parlementaire assez peu actif, n'intervenant notamment que deux fois, sur des questions intéressant directement son département.
Comme la plupart des députés de droite, il passe durant la législature d'un soutien franc au gouvernement à une hostilité de plus en plus affirmée, jusqu'à voter la motion de censure qui fait chuter le gouvernement Pompidou, en 1962, et provoque des élections anticipées.
L'élection de 1962 est plus difficile encore que celle de 1958, du fait d'une poussée de la candidature gaulliste, mais François Perrin est réélu au second tour, avec 44,5 % des voix, dans le cadre d'une triangulaire.
Face à la déroute du CNI, il choisit de rallier la majorité en s'affiliant à l'assemblée au groupe des Républicains indépendants.
Il meurt brutalement, en cours de mandat, peu avant ses cinquante ans. Maurice Cattin-Bazin, son suppléant, lui succède à l'assemblée.

## Mandats
- Député de l'Isère
  - 30/11/1958 - 09/10/1962
  - 25/11/1962 - 18/07/1964